# Haslet, Texas
Haslet är en ort i Denton County, och Tarrant County, i Texas. Vid 2010 års folkräkning hade Haslet 1 517 invånare.